# Vincenzo Sospiri
Vincenzo Sospiri, född 9 oktober 1966 i Forlì, är en italiensk racerförare.

## Racingkarriär
Sospiri vann det europeiska formel 3000-mästerskapet 1995.
Han gjorde ett försök att köra formel 1 då han försökte kvalificera sig till Australiens Grand Prix 1997 i en Lola-Ford, men det lyckades inte, eftersom bilen var för långsam. Han åkte sedan till Brasilien för att delta i den andra deltävlingen, men stallet gick i konkurs medan han var där, så han tvingades betala flygbiljetten hem själv. Senare samma säsong deltog han i några IRL-tävlingar.